# Михайлин, Владимир Васильевич
Влади́мир Васи́льевич Миха́йлин (12 [25] июля 1915, с. Заборовская Слободка,  Калужская губерния — 8 января 2007, Москва) — советский военный деятель, адмирал (1969).

## Биография
Окончил Калужский сельскохозяйственный техникум. С апреля по ноябрь 1933 года — технический директор совхоза «Сменцево» Некоузского района Ивановской Промышленной области, с ноября 1933 по июль 1937 года — директор совхоза «Ермолино» Боровского района Московской области (в 1944 году район передан вновь образованной Калужской области). Окончил два курса Московской сельскохозяйственной академии имени К. А. Тимирязева (1937—1939),
В июле 1939 года по комсомольскому набору был призван в РККФ. Был зачислен сразу на второй курс Высшего военно-морского училища им. М. В. Фрунзе.
Начало войны застало курсанта В. В. Михайлина на морской практике на эскадренном миноносце «Ленин» Балтийского флота, который к утру 22 июня 1941 года стоявшем на капитальном ремонте на заводе «Тосмаре» в Либаве. Участвовал в обороне Лиепаи. В ночь с 24 на 25 июня эсминец был взорван у причала завода, а Михайлину было приказано возглавить команду буксира № 6, который он привёл из Либавы в Кронштадт и на котором участвовал в июле — августе 1941 года в обороне Ленинграда: буксир производил расстановку барж с зенитной артиллерией в Финском заливе для прикрытия воздушных подступов к крепости со стороны моря.
С декабря 1941 года воевал на тральщиках Беломорской военной флотилии (БелВФ) — командир боевой части тральщика «Т-906» бригады траления БелВФ, с ноября 1942 года — помощник командира тральщика «Т-907», с апреля 1943 по март 1945 года — командир тральщика «Т-110» БелВФ. Активно участвовал в обеспечении проводки союзных конвоев и защите советских арктических морских коммуникаций. Только за 1944 год прошёл по полярным морям на тральщике свыше 12 000 миль, провёл за тралом 145 кораблей и судов, провёл в составе конвоев 34 транспорта, трижды обнаруживал и атаковал немецкие подводные лодки, обнаружил в штормовом море две тонущие баржи и спас их экипажи, вытралил несколько морских мин.
В марте 1945 года срочно направлен на Тихоокеанский флот, где сформировал команду и с ней убыл на морскую базу Колд-бей (штат Аляска, США). Там после обучения и практического освоения принял в командование полученный по ленд-лизу фрегат «ЭК-9» (в СССР зачислен к класс сторожевых кораблей, хотя зачастую в документах и литературе часто по-прежнему именовался фрегатом), совершил на нём переход в СССР по маршруту бухта Датч-Харбор — Петропавловск-Камчатский — Татарский пролив — Владивосток. Во время советско-японской войны в августе 1945 года корабль участвовал в высадке войск в порт Юки, а затем отличился в ходе морского десанта в порт Сейсин (Северная Корея), где после высадки десанта остался в гавани и в сложившейся для десанта тяжелой обстановке артиллерийским огнём поддерживал действия десантников, непрерывно маневрируя под японским огнём. После окончания сражений за Сейсин вернулся во Владивосток, вновь принял на борт войска и принял участие в высадке десанта в порт Маоко (Южный Сахалин).
Уже после войны в октябре-ноябре 1945 года был командиром конвоя, перебросившим из Владивостока на Чукотский полуостров части 127-го горнострелкового корпуса. Командовал ЭК-9 до конца 1947 года, корабль входил в состав отдельного дивизиона сторожевых кораблей Порт-Артурской военно-морской базы. Затем Михайлин был переведён в Москву и назначен старшим офицером 4-го отдела Организационно-мобилизационного управления Главного штаба ВМС СССР. С конца 1948 года учился в академии.
Окончил Военно-морскую академию им. К. Е. Ворошилова в 1951 году, после чего направлен на Черноморский флот. В 1951—1955 годах — старший помощник командира лёгкого крейсера «Адмирал Нахимов», а с июля по декабрь 1955 года — командир строящегося лёгкого крейсера «Адмирал Корнилов». С декабря 1955 по сентябрь 1958 года — командир крейсера «Куйбышев». Под командованием Михайлина крейсер неоднократно совершал походы в Средиземное море с длительным несением там боевой службы, трижды совершал визиты в Албанию (где крейсер посещал албанский вождь Энвер Ходжа). На борту крейсера «Куйбышев» совершил свой последний визит в Югославию и Албанию министр обороны СССР Маршал Советского Союза Г. К. Жуков в октябре 1957 года, сразу после возвращения из которого он был снят с поста министра обороны.
Окончил Военную академию Генерального штаба ВС СССР в 1960 году. В 1960—1961 годах — командир 50-й дивизии крейсеров, в апреле—сентябре 1960 — командир 150-й бригады эсминцев, в сентябре 1961 — апреле 1963 года — командир 150-й отдельной бригады ракетных кораблей Черноморского флота.
В апреле 1963 — феврале 1967 года — 1-й заместитель командующего, а с февраля 1967 года — командующий Балтийским флотом. Успешно руководил силами флота на стратегических маневрах «Океан» в 1970 году, учениях «Юг» в 1971 году, «Балтика» в 1972 году, «Запад» в 1973 году. Много внимания уделял отработке наиболее сложных морских операций, в том числе по высадке десантов различного уровня на не оборудованное побережье, взаимодействию разнородных сил флота с сухопутными войсками на приморском направлении.
С сентябре 1975 по 1977 год — заместитель Главнокомандующего ВМФ по военно-морским учебным заведениям. Провёл значительную работу по совершенствованию учебного процесса, развитию материальной базы обучения.
В 1978—1983 годах — заместитель Главнокомандующего ОВС государств-участников Варшавского Договора по военно-морскому флоту. Внёс большой вклад в организацию и отработку боевой готовности объединённого Балтийского флота государств—участников Варшавского Договора.
В 1983—1987 годах — военный инспектор-советник Группы генеральных инспекторов Министерства обороны. С декабря 1987 года в отставке.
Член ВКП(б)—КПСС с 1941 по 1991 год. Депутат Верховного Совета СССР 8-9 созывов (1970—1979).
Жил в Москве, участвовал в общественной деятельности. Был председателем президиума Совета ветеранов Краснознамённого Северного флота и членом президиума Московского комитета ветеранов войны.
Похоронен на Перепечинском кладбище.

## Награды
- орден Дружбы (Российская Федерация)
- орден Ленина (1967)[7]
- орден Октябрьской Революции (1975)
- три ордена Красного Знамени (6.11.1943, 1945, 1972)
- два ордена Отечественной войны I степени (17.01.1945, 11.03.1985)
- орден Трудового Красного Знамени (1981)
- два ордена Красной Звезды (30.04.1954, …)
- Медаль «За отвагу» (6.02.1943)
- Медаль «За боевые заслуги» (15.11.1950)
- Медаль «За оборону Ленинграда»
- Медаль «За оборону Советского Заполярья»
- советские и российские медали
- Почётный гражданин Калужской области (2000).[8]

иностранные награды
- Офицерский крест ордена Возрождения Польши» (ПНР, 06.10.1973)
- Крест Храбрых (ПНР, 19.12.1968)
- Боевой орден «За заслуги перед народом и Отечеством» в серебре (ГДР)
- Орден «9 сентября 1944 года» I степени (НРБ, 14.09.1974)
- Медаль «50 лет Монгольской Народной Армии» (МНР, 15.03.1971)
- Медаль «60 лет Вооружённым силам МНР» (МНР, 29.12.1981)
- Медаль «Братство по оружию» в золоте (ГДР, 14.05.1980)
- Медаль «100 лет Освобождения Болгарии от османского рабства» (НРБ)
- Медаль «100 лет со дня рождения Георгия Димитрова» (НРБ)
- Медаль «90 лет со дня рождения Георгия Димитрова» (НРБ, 23.02.1974)
- Медаль «1300 лет Болгарии» (НРБ, 29.03.1982)
- Медаль «40 лет Победы над гитлеровским фашизмом» (НРБ, 16.05.1985)
- Медаль «Военная доблесть» I класса (СРР, 06.05.1980)
- Медаль «За укрепление дружбы по оружию» в золоте (ЧССР)
- Медаль «30 лет освобождения Чехословакии Советской Армией» (ЧССР, 29.08.1974)
- Медаль «30-я годовщина Революционных Вооружённых сил Кубы» (Куба, 24.11.1986)

## Воинские звания
- Лейтенант (30.11.1941)
- Старший лейтенант (26.02.1943)
- Капитан-лейтенант (28.06.1944)
- Капитан 3-го ранга (15.12.1947)
- Капитан 2-го ранга (1951)
- Капитан 1-го ранга (1957)
- Контр-адмирал (22.02.1963)
- Вице-адмирал (7.05.1966)
- Адмирал (21.02.1969)